# شهر لونگتو
شهر لونگتو (به لاتین: Longtou Township) یک شهرک در جمهوری خلق چین است که در شهرستان فوسوی واقع شده‌است. شهر لونگتو ۱۷۹٫۷۵ کیلومتر مربع مساحت و ۳۲٬۰۰۰ نفر جمعیت دارد.